# C&M Airways
C&M Airways (mã ICAO = RWG) là hãng hàng không vận chuyển hàng hóa của Hoa Kỳ, trụ sở ở El Paso, Texas. Căn cứ chính của hãng ở Sân bay quốc tế El Paso.

## Lịch sử
C&M Airways được thành lập và bắt đầu hoạt động từ năm 1993. Hãng có các chuyến bay chở khách thuê bao trong nước và tới Canada.

## Đội máy bay
(Tháng 3/2007):
- 2 Convair 640
- 1 McDonnell Douglas DC-9-10